# Chrysotoxum fasciatum
Chrysotoxum fasciatum es una especie de mosca sírfida. Se distribuyen por el Paleártico en Eurasia.